# Échenoz-le-Sec
Échenoz-le-Sec település Franciaországban, Haute-Saône megyében. Lakosainak száma 284 fő (2022. január 1.). Échenoz-le-Sec Vellefaux, Authoison, Filain, Le Magnoray, Pennesières és Velleguindry-et-Levrecey községekkel határos.

## Népesség
A település népességének változása:
| Lakosok száma | 306  | 307  | 314  | 298  | 295  | 292  | 290  | 289  | 284  |
|               | 2013 | 2015 | 2016 | 2017 | 2018 | 2019 | 2020 | 2021 | 2022 |